# Emergencia
Általános szóhasználatban a megjelenés szó valakinek a fellépésére utal, összegzi ahogy ő tartja magát, az öltözetét, mozgását, mozdulatait, beszédmódját stb. Az első benyomás szempontjából elsődleges fontosságú.
Tudományos szóhasználatban azonban valami egészen másra utal. A megjelenés-tudomány azt kutatja, hogy mi módon alakulnak ki a megfigyelhető, bonyolultan összetett mintázatok és viselkedési módozatok az önállóan ténykedő egyedek sokaságából. A megjelenés a megjelenő rendszerek 
1. ) létrejöttének folyamata,
2. ) kollektív viselkedése, vagy
3. ) funkciója.

Azt mondhatnánk, hogy a megjelenés tulajdonképpen egy nem várt rend „felbukkanása”. Társadalmi fejlődésünk során kialakult beidegződéseinkkel ugyanis minden megfigyelt rend mögött (fölött) önkéntelenül is valami vezetőt feltételezünk: Tapasztalataink szerint a rend felülről jön – egy vezető irányítja a csoport tevékenységét, akit sokan követnek. Egy madárrajnak nyilvánvalóan nincs egy vezetője sem, senki nem mondja egyik madárnak sem hogy merre repüljön. A megjelenés kutatói szerint a szervezettség alulról jön. A mélyben lévő dolgok azok, amik saját – gyakran nagyon egyszerű – szabályaikat követve spontán módon jelenítik meg a meglepően összetett mintázatokat, mint például a madárraj. A szabályok által vezérelt tevékenységekből megjelenő viselkedés több – más – a részek összegénél.

## Egyszerű szabályok
Más szóval, a megjelenés mint tudomány azt állítja, hogy magas szintű rend és szervezettség az egyszerű szabályokat követő egyedek (mint egy hangyaboly hangyái, egy élő szervezet sejtjei, egy árvíz vízcseppjei, vagy egy hegyomlás kövei) alacsony szintű kölcsönhatásainak megnyilvánulásai.
Ezt a problémakört jól megvilágíthatja egy egyszerű számítógépes program, mely egy négyszög által határolt területen lévő pontokat ’kapcsol fel’, vagy le egyszerű szabályok alapján. Elsősorban is megállapíthatjuk azt, hogy megfigyelésünk tárgya, az alakzat, egyáltalán nem valamiféle tárgy, vagy objektum. Ez az alakzat csupán elménkben képződik a pontoknak a szabályok által meghatározott állapotából, s azok a szabályok esetleg semmit sem mondanak a megfigyelt alakzat mozgásirányát illetően. Ilyen szabályok lehetnek például, hogy bármelyik pont ’életre kel’ ha magányát a körülötte lévő 8 pont közül kettő elűzi, de életterét három vagy több ’élő’ pont elveszi és ’megöli’ azt. E két szabálynak egy kezdeti alakzatra való alkalmazása meglepő ’mozgást’ idéz elő négyszögünkben. További kísérletek érzékeltethetik azt, hogy az egyszerű kölcsönhatásokból mi módon formálódnak meglepő objektumok és alakzatok. E pontok egyszerű fel- és lekapcsolásával illusztrált elvek gondolkodásunknak új irányt adhatnak, s ezzel mindennapi világunk sok jelenségét másképpen látjuk majd. Például azt könnyen beláthatjuk, hogy míg e kétszabályos példában minden pont csupán nyolc másikkal áll kapcsolatban, addig agyunkban minden neuron egyszerre tízezer másikkal érintkezik, s az általuk létrehozott alakzatok a példánkban látottaknál nagyságrendekkel összetettebb. Hasonlóan, az élet kialakulását tanulmányozó tudósok az élet alapelemei, a sejtek kutatása során a kémia szabályai alapján egyszerű molekulákkal dolgoztak, de ami munkájuk nyomán megjelent az egy lépéssel közelebb került ahhoz amit élettaninak nevezhetnénk – egy lépés az élet felé. Mindezek utat mutatnak arra, hogy  megjelenő komplexitásról kialakult értelmünk miképpen befolyásolja a világegyetemről alkotott képzetünket, a kezdetek egyszerűségétől, modern világunk összetettségéig (és tovább…) való fejlődési folyamatokról.

## Példák
Az alább említett példák szerint a megjelenés egyaránt megfigyelhető az élővilágban és az élettelen dolgok körében is. Lényege az, hogy az egész viselkedése nem következtethető egyik egyedének esetleg tökéletes ismeretéből sem. Az egyedek magatartásából eredő átívelő mintázatot megjelenő komplexitásnak nevezik.

### Madárraj
A fejünk fölött teljes összhangban hömpölygő, az eget is besötétítő, százakból álló madárcsapat a természet egyik lenyűgöző látványa. Azt gondolhatnánk hogy ha csak egy madár is véletlenül hibádzna, az egész gyönyörű vizuális szimfónia összeomlana. De félelmünkkel ellentétben az összhang megmarad még a gyors mozgás és a hirtelen irányváltoztatások ellenére is. E madárrajnak nevezett jelenséget vizsgálva megállapíthatjuk, hogy még ha minden tudhatót is ismernénk bármelyik madárról is, ez az összhangú viselkedés megjósolhatatlan lenne. A rajzás az olyan, minden egyes madár által önkéntelenül követett egyszerű szabályokból „jelenik meg” mint például „tarts pontos távolságot legközelebbi szomszédoktól míg hozzájuk igazodsz és az esetleges veszélyeket elkerülöd”. A stadionban gyakran megcsodált emberi hullám is hasonlóan működik.

### Hangyaboly
A felületes szemlélő megfigyelései ellenére tudjuk, hogy a hangyák nem nagyeszű szervezők. Még a nagyobb képet sem látják, mégis, egyszerű viselkedésükből (mint például kövesd a legerősebb feromon ösvényt, vagy támadás esetén minden áron védd a királynőt) „jelenik meg” a megjelenés egyik legismertebb példája a hangyaboly. E kolóniák rendkívüli képességet mutatnak környezetük felfedezésében és lehetőségeik kiaknázására. Bizonyítható módon a kolónia mint egész, tudatában van egy meglehetősen nagy területen lévő élelemforrásait, esetleges árvizet, ellenségeit, stb. illetően. Annak ellenére, hogy minden egyes hangya napokon, vagy hónapokon belül meghal, a kolónia évekig él és idővel szervezettebbé és stabilabbá fejlődik.

### Nyálkagomba
Gyakran, az erdőben, a földön rothadó fatörzset átfordítva, a bomló fát borító penész-szerű foltot láthatunk. Ez a protista családjába tartozó phylum myxomycota, azaz nyálkagomba, mely életét szabad szemmel nem látható egysejtűek ezreiből felépülő organizmusként éli a bomló fák és azok leveleiből táplálkozva. A számára kedvezőtlen körülmények (mint például napsütés, szárazság) fellépése esetén e magányos egyedek mintegy összefogni látszanak: egy szervezetet alkotnak – azaz az egyedek eggyé válnak.

### Víz
A vízmolekula a természet egyik legegyszerűbb képződménye: két hidrogén atom egy oxigén atomhoz ragasztva. De egypár megadzsillió vízmolekula együtt a nyilvánvaló mennyiségi változások mellett új – minőségi – változásokat is mutat. Ilyen például a folyékonyság. Megjelenő tulajdonságok gyakran megjelenő viselkedést szülnek – mint ahogy a víz hűtéskor megfagy azaz jéggé, melegítéskor pedig gőzzé változik. Ezek egyike sem jellemző a vízmolekulára.

### Forgószél
Mondjuk, hogy a legalább 30 fokos tropikus óceán felett örvénylő kis légköri zavargást keltünk az Egyenlítőtől kb. 500 km-re (hogy a Föld forgása elégségesen felkavarhassa).  Ez a kavargás a meleg tengervíz párolgását a felsőbb hideg légkörbe felemelve azt lehűti, és ezáltal az lecsapódik. Ez a „porszívó”, a víz felszínén lecsökkenti a légnyomást, ami a párolgást felgyorsítja, aminek nyomán a „porszívó” ereje megnövekszik és hamarosan valami új jelenség jelenik meg amit hurrikán (vagy ciklon, tájfun) néven ismerünk. Ez valóságosan is valami új, aminek szinte önálló élete van: A legalább 120 km/ó szélsebesség és a hirtelen irányváltoztatás is – többek között – megjelenő magatartások.

### Város
Az előírások nélkül, szabadon növekvő települések önszervező képessége közismert. Az egyértelműen lévő emberek, vagy hasonló üzletek az alapoktól felfelé alapítják meg közösségeiket. Példa erre a vecsési savanyú káposzta, a kocsi szekér és szán, vagy a New York-i Kínaváros, Kisitália, ruházati és virágkerületek, valamint az a tény, hogy a világ gyémántkereskedelmének túlnyomó többsége a 42-dik utca nyugati részén történik. E sajátos légkörű kerületek önmaguktól alakulnak ki – mintegy megjelennek –, s tulajdonságaik a legtöbb várostervezési behatások ellenére is sokáig fennmaradnak.

### Tőzsde – a részvények piaca
A 17. századi közgazdász, Adam Smith részletesen leírta azt a „láthatatlan kezet”, mely a piacot a közösség igényeit pontosan kielégítő mennyiségű, minőségű és választékú áruk termelésére vezeti. A tőzsde hasonlóan egy „láthatatlan kéz” irányítása alatt áll. A vevők és eladók ezrei teljesen önérdekű nyereséget űző tevékenységei eredményezik a tőzsde teljesen vak működését, amit a kívülállók a kereskedés élénkségében, a részvények értékelésében való széles körű és hirtelen ingadozások, a buborékok és összeomlások rendszertelennek tűnő sorozatában figyelhetnek meg: A tőzsde a részt vevő kereskedőktől független önálló életet él.

### Sakk
A megjelenés egyik legjobb példájaként említhető meg az egyszerű sakkjátszma. Ez a kéttucatnyi szabályból álló játék számos kombinációt nyújtó kihívást jelent. A megjelenés egyik szakértője rámutatott arra hogy ennek egyik oka az a tény, hogy az átlagosan 50 lépés mindegyike kb. 10 lehetőséget nyújt. Egy átlagos sakkjátszma tehát 10^50 lehetséges kombinációt ad, ami jelentősen meghaladja a Föld egészét felépítő atomok számát.

### Tudat
Jelenleg a megjelenés legfelsőbb példájának az emberi elme öntudatát tekinthetjük. Az agy jó néhány milliárd, nagyon egyszerű feladatú neuront tartalmaz melyek mindegyike elektromos üzeneteket továbbít szomszédjainak a hálózatba szervezett ún. axon terminálok közötti hézagon keresztül. Ebből az egyszerű fizikai tevékenységből valahogyan – egyelőre ismeretlen módon –, e sejtek kollektív működéséből jelenik meg az a pszichológiai jelenség, amit tudatnak nevezünk. Bizonytalan, hogy a tudat leegyszerűsíthető-e az idegsejtek kölcsönhatásaira, mert az agy sokkal bonyolultabb a számítógépek működésénél, így még gondolkodásunk szimulálása is lehetetlennek tűnik. Mégis eljöhet az idő, mikor az egyéni-, vagy csoport öntudaton felül megjelenni látjuk a emberiség, vagy a világmindenség öntudatát.

### Élet
Testünkben 75 trilliónyi sejt található. Ezek a sejtek folyamatosan születnek és elhalnak. Kétévenként testünk teljesen megújul, s mégis megmaradunk. Annak ellenére, hogy testünk minden sejtje tartalmazza teljes leírásunkat (DNA), mégsem azonosítanánk magunkat egyikkel sem. Stuart Kauffman elméleti biológus bebizonyította, hogy az élet ténylegesen egy a részecskéktől az atomokon, molekulákon, sejteken, organizmusokon, szerveken keresztül a szervezetig tartó felépítmény-test megjelenő jelensége.

## Megjelenő tulajdonságok
A megjelenő tulajdonságok és viselkedési módok a számos egyszerű egyedek (un. ügynökök) egy bizonyos környezetben való kollektív működéséből formálódó bonyolult jelenségek. Ha ez a megjelenés eltérő méretarányokban történik, akkor általában okozati összefüggést állapítunk meg, mert az ilyen rendszerekben gyakran valamilyen felülről lefelé ható visszacsatolás figyelhető meg. E különleges tulajdonságok az ún. növekedési folyamatok következménye, s a megjelenő viselkedésért pedig az interkonnektivitás felelős, melyen keresztül az egyedek és csoportjaik egymással bonyolult okozati visszacsatolású kapcsolatokat tartanak fenn. A megjelenő tulajdonságok egyaránt lehetnek megbecsülhetők vagy megbecsülhetetlenek, de mindenképpen a rendszer fejlődésének egy újabb szintjét jelölik meg.
A megjelenő viselkedés megbecsülésének egyik nehézsége a részek egymás közötti kölcsönhatásainak számából következik, mely a részek számával faktoriálisan növekszik. Például, jelenlegi számítógépeink még húsz molekulából álló „rendszer” viselkedési lehetőségeit sem tudja még kiszámítani sem.
Ugyanakkor pedig a kölcsönhatások nagy száma önmagában nem biztosítja egy új viselkedés megjelenését. Tapasztalataink szerint a kölcsönhatások nagy része jelentéktelen, vagy elhanyagolható, vagy éppenséggel egymást gyengítik, s a megjelenő „jel” helyett csak „zaj”t érzékelünk. Megfigyelhető, hogy egyes esetekben a kölcsönhatások egyik-másik csoportja a megfigyelő számára érdekes viselkedést ténylegesen is elnyomja, s az csak e behatásoktól való ideiglenes védelmében érheti el azt a szintet, melyen önmagát fenntarthatja. Ebből is megállapíthatjuk, hogy nem csupán a kölcsönhatások száma, hanem azok szervezete is befolyásolja a megjelenő rendszer viselkedését. Erre két példát is fel lehet hozni: Például a hierarchikusan felépített bürokrácia vagy a piachoz hasonló de-centralizált szervezeti felépítmények egyaránt létrehozhatnak megjelenő viselkedést miután a rendszer változatossága, kapcsoltsága és szervezettsége egy bizonyos küszöbértéket átlépnek.
Megjegyzendő: A megjelenő tulajdonságokat vagy szerkezeteket mutató rendszerek a termodinamika második törvényét meghazudtolni látszanak, mivel a vezetés és központi irányítás hiánya ellenére, rendezettségük fejlődésükkel növekszik, azaz entrópiájuk csökken. Ennek magyarázata abban áll, hogy az ilyen rendszerek egy nagyobb rendszer részeként nyitottnak tekinthetők, s mint ilyenek, környezetükkel anyag-, energia- és információcserét folytatnak.
Megjegyzendő: A megjelenés szemszögéből az intelligencia az agy neuronjai közötti kapcsolatokból megjelenő viselkedés. Némelyek ebből arra következtetnek, hogy nincs szükség valami „lélekfogalom” bevezetésére hogy megmagyarázzuk azt, hogy az agy mi módon lehet intelligens annak ellenére hogy az egyedi neuronok nem azok.  E kérdéskörbe tartozik a tudat – a szabad akarattal együtt – mibenléte is, ami korunk legnagyobb gondolkodóit foglalkoztatja egyelőre eldöntetlen eredményekkel.

### Más példák
Szín: Míg az atomrészecskék színtelenek, addig azok atomokká és molekulákká való szerveződésük során nyerik azt a tulajdonságot, mellyel elnyelik, vagy éppen kisugározzák az adott hullámhosszúságú elektromágneses sugárzást, amit mi fényként érzékelünk.
Súrlódás: Érdekes lehet az a megállapítás is, hogy a mindegyikőnk által jól ismert súrlódás is egy megjelenő jelenség. Az atomrészecskék mozgása során a közöttük lévő kölcsönhatások, erők nem mutatnak semmi olyant, amit mi súrlódásként figyelünk meg. Csupán az anyag összetettebb szerkezetű formáinál – fizikai testeknél – figyelhető meg, hogy egymáshoz való dörzsölődésük során az érintkezési felszínen a mozgási energia hővé alakul. Hasonló jelenségek többek között a folyadékok sűrűsége, az anyag rugalmassága, vagy húzószilárdsága  is.
Tűz: A régiek a tüzet alapanyagnak tartották, s csak az alkímia fejlett szintjén, a kémia, mint tudomány kialakulásával értettük meg, hogy az anyag hőállapotát meghatározó feltételezett folyadék – ’caloric’ – nem létezik, hanem a tűz az égésnek nevezett kémiai folyamat, az intenzív oxidálódás egy speciális formája. Ezen túlmenően, maga a hőmérséklet is egy megjelenő makroszkopikus tulajdonság. A termodinamikában az egyensúlyban lévő rendszer nagyszámú részecskéi pillanatnyi mozgásenergiáját nevezzük hőmérsékletnek. De az is ismert, hogy kisszámú részecskék pillanatnyi mozgásmennyiségének ismerete statisztikailag nem elegendő a rendszer hőmérsékletének meghatározására. Az csupán a modern atomelméletben is alkalmazott statisztikai módszerek (melyek feltételezik, hogy idővel egy adott rendszer korábbi nyugalmi állapotába visszatér) használatával becsülhető meg.
Klasszikus mechanika: Ahogy az euklideszi geometria a bolyai geometria egy speciális esetének tekinthető, úgy, a klasszikus mechanikát is a kvantummechanika szabályait elég nagy tömegekre alkalmazva, egy behatároló esetből való megjelenésnek tekinthetjük.
Az anyagtudományok – mint például metallurgia is – statisztikai megközelítést alkalmaznak a nyilvánvalóan nem homogén anyagok tanulmányozására. Ennek elméleti alapja az, hogy egy elég nagy anyagegyüttesben a legvalószínűbb eloszlás helyi ingadozásai elhanyagolhatóak (például egy acélból készült alkatrész karbontartalma). Mégis, a nagy test kisebb részei, „anyagcsomói”, nem mutatnak olyan elsőrendű állapotváltozásokat mint például az olvadás, vagy párolgás. A határok mentén ugyanis lehetetlen megállapítani egy adott csomó halmazállapotát, hogy az szilárd, vagy folyékony lenne (például hólé, vagy latyak), mert e fogalmak – külön meghatározások nélkül – csak makroszkopikus rendszerekre alkalmazható. Az említett példákban folyékony és szilárd anyagok keverékéről van szó. Általában, egy rendszer leírása lényegesen egyszerűbb statisztikai kifejezésekkel, mint alacsony szintű atomikus megközelítéssel (például a „hólé” a kb. 40%-os durván egyenletesen eloszló jég- és vízkeverék statisztikai kifejezése).
A részecskefizika egyes elméletei még az olyan alapvető szerkezeteket mint a tömeg , tér és idő is megjelenő jelenségekként kezelik, melyek a még alapvetőbb fogalmakból – mint például a Higgs-bozonok, vagy húrokból emelkednek fel. Például a szubatomikus részecskék a húrok rezgéseinek kölcsönhatásából kialakult gömbszerű-állóhullámként értelmezhetőek. Vagy például a kvantummechanika egyes értelmezései szerint a meghatározott valóság (miszerint minden tárgynak egy adott időpontban pontosan meghatározott helyzete, mozgásmennyisége, stb. van) érzékelése is ténylegesen egy megjelenő jelenség olyan értelemben, hogy a tárgy igaz állapotát az azt felépítő anyag kívülről tekintett egységében írja le, ahelyett, hogy egy tényleges hullámfüggvényt (melynek nincs szüksége se helyzetre, se momentumra) alkalmazna. Úgy tűnik, hogy a fizika jelenleg értett és ismert törvényeinek legtöbbje egyáltalán nem alaptörvények, hanem az idők folyamán kialakult „természeti szokásrendszer”-ek részei. Ez a felismerés a megjelenést a világegyetem legalapvetőbb elvévé emeli. A kémiát, mint tudományt, a maga egészében (a részecskék, atomok és molekulák időbeni fejlődésével együtt) is a fizikai törvények megjelenő tulajdonságai tanulmányozásának tekinthetjük. A biológia a kémia törvényei, a pszichológia – legalábbis részlegesen – pedig a biológia törvényei szerinti fejlődés megjelenő tulajdonságának tudománya. És újonnan némelyek a világegyetem tudatáról elmélkednek…
Ha elfogadjuk is a megjelenést mint a világmindenség alakulásának legalapvetőbb elvét, akkor is csak egy módszerünk van ami leírhatja a folyamatot, de nagy kérdésekre a módszer maga nem adhat választ. A metafizika egyik ága, az ontológia a lét mibenlétét kutatja. Ezen belül, a filozófia egyik ága, az episztemológia az emberi ismeretek eredetét és határait kutatja. Úgy tűnik, hogy – legalábbis alulról – mindkettő határait egyaránt elértnek vélhetjük.
„Alul” ugyanis a húrelmélet – legalábbis az előrelátható jövőben – valószínűleg elmélet marad. Egyelőre ugyanis nem gondoljuk, hogy a gyakorlati vizsgálatok tárgyává válik. Amellett, hogy a húrok létezése maga is csupán egy matematikai absztrakció, egy elmélet, maguk a húrok nem is tekinthetők anyagnak, csupán egyfajta energia rezgésének.
„Felül” pedig ismereteink növekedésével egyre több megjelenő jelenséggel szembesülünk. Ez új jelenségek természete egyaránt lehetnek eddig nem látott formák, szerkezetek, tulajdonságok, viselkedési módok, vagy akár funkciók. Úgy tűnik, mintha a valóság megismerése során bizonyos küszöbértékek elérésével valami fátyolféle lebbenne fel és egy új, addig nem ismert valami jelenne meg. Ez nem azt jelenti, hogy az addig nem volt ott, inkább csak hogy mi nem ismertük fel új egészében.
Möbius-szalag: Az eddig említett példák némelyikéről elmondhatjuk, hogy – a téma megközelítése alapján – néha vitára adnak okot. A matematika azonban vitán felüli szigorú módszereket használ a megjelenés meghatározására és bemutatására. Mint az közismert, a Möbius-szalag egy egyoldalú, egyélű felület, mely kétoldalú háromszögű felületek halmazából építhető fel. Alex Ryan 2006-ban kimutatta, hogy a Möbius-szalag megjelenő tulajdonságának tekinthető az a tény, hogy csupán a háromszögek teljes halmaza egyoldalú és egyélű felület, s ez egyetlen  részhalmazáról sem mondható el.

## Megjelenés rövid történelme
A megjelenéstudomány napjaink egyik legfiatalabb kutatási  területe annak ellenére, hogy a tanulmányozott jelenségek sokasága az emberiség ősideje óta ismert, s filozófiai alapjai is évszázadokra nyúlnak vissza. Arisztotelész, John Stuart Mill és Julian Huxley is írt róla. Ami új, az a téma tudományos megközelítése és matematikai leírása, ami tulajdonképpen csak Bertalanffy (1901-1972) munkásságával kezdődött.

### Gyökerek
A keleti gondolatvilágban a holizmus, a minden dolgok összekapcsolódása évezredek óta hitt.
A nyugati gondolkodásban Arisztotelész (i. e. 384-322) Metafizika című művében olvashatunk először arról hogy „az egész több részeinek összegénél”. Ezt a gondolatot 1935-ben Kurt Koffka a Principles of Gestalt Psychology (Az alaklélektan alapjai) című művében azzal fejlesztette tovább, hogy az „egész a részek összegétől eltérő valami más”, mert míg az egész és rész viszonya jelentőségteljes, a részek összegzése az egész leírása szempontjából értelmetlen művelet. Ő a viselkedési és pszichológiai jelenségek tanulmányozása során jutott el arra a gondolatra, hogy az összetevő részek – mint érzékelések és reflexek – gondos elemzése nem ad magyarázatot: a jelenségeket egészükben kell tanulmányozni. Max Wertheimer a részeket „és-összegek”-nek (and-sums) nevezte és a Gestalt-ot a „részek összegétől különböző egész”-ként írta le.
E többlet forrásáról sok elmélet született az idők során, de csak a 17. században született meg a két vagy több egymástól független ügynök együttműködésére utaló szinergia fogalma. Az eredetileg 1657-ben megfogalmazott hittudományi tétel szerint az ember a saját akaratának és az Istentől érdemtelenül, szabadon kapott kegyével való együttműködéssel nyeri el a lelki megújulást. Ezt az együttműködést (görögül συνεργός, szynergos) hívták szinergiának, mely kifejezés csak 1925 után került általánosabb, a teológiától független használatba. Azóta a kifejezés a kölcsönösen előnyös ’összejátszás’ mellett az egész rendszernek a részek egyedi viselkedéséből megbecsülhetetlen viselkedés leírására is használt különösen Ludwig von Bertalanffy rendszerelméleti munkássága nyomán. A rendszer e sajátos viselkedését nevezzük megjelenő viselkedésnek.
1875-ben George Lewes azt írta, hogy „…A megjelenő nem olyan mint összetevői amennyiben ezek aránytalanok és az nem redukálható ezek összegére vagy különbségére. ” és ezzel e jelenségnek nevet adott. Az első világháborút követő felélénkült légkörben gondolatait – többek között – Alexander (Tér, idő és istenség ~ 1920), Lloyd Morgan (Megjelenő fejlődés ~ 1923) és Broad (Az elme és annak helye a természetben ~ 1925) fejlesztették tovább a természet réteges szemlélete érdekében. Az egyidejű okozók és azok együttes okozatai közötti viszonyként értelmezett megjelenés fogalma hamarosan a felsőbb szintű jelenségek okainak kutatásához vezetett. Később pedig, a Descartes (1596-1650) óta uralkodó ún. redukálós mechanizmus nézetével ellentétben – mely a látszólag különböző anyagokat lényegében azonosnak tekintette, s az eltéréseket az összetevő részek számának, elrendezésének és mozgásának tulajdonította – a megjelenés új tudománya a dinamikus kölcsönhatások helyett a tulajdonságokra összpontosította figyelmét és a részek és az általuk alkotott egész viszonyát tanulmányozta. Ezekből a tanulmányokból alakult ki az a nézet, mely szerint az új rendszer megjelenő, ha tulajdonságai még elméletileg sem következtethetők az egyes részek, vagy azok bármelyik csoportja tulajdonságainak teljes ismeretéből. Ez a felismerés jelentette a korábbi mechanikus magyarázatok korlátját, s a megjelenés e fogalma vált a 20. század közepén a rendszermozgalom magjává.

### Háttér-munka
A két világháború között Ludwig von Bertalanffy dolgozta ki az állandósult végső állapotban lévő nyitott rendszerek jellemzőinek kinetikus elméletét. Fő célja az organizmusok kifejlődése, az anyagcsere, a növekedés és az érzékelés-élettanának egy dinamikus rendszerbe való egyesítése volt. Fő életművének tekinthető az  Általános rendszerelmélet, mely témában első előadásait a University of Chicago-n 1937-ben kezdte el. Ebben a korábbi filozófiai fejtegetéseknek matematikai alapokat adott, melyek a mai napig is általánosan elismertek. A 30 évig érlelődött munkájában a rendszerek fogalmát Gottfried Wilhelm Leibnizig (1646-1716) vezette vissza.
Az összetettséget, önszerveződést, kapcsoltságot és alkalmazkodó rendszereket már az 1940-50-es években Norbert Wiener, Willam Ross Ashby, Neumann János és Heinz von Foerster is tanulmányozták a kibernetika területén. Modern szerszámok és eszközök hiányában azonban csak matematikát, papírt és ceruzát használhattak az összetett rendszerek tanulmányozására. Neumann János például számítógépek nélkül fedezte fel a sejtautomatát és a magukat újratermelő rendszereket. Aleksandr Lyapunov és Jules Henri Poincaré a káoszelmélet alapjain dolgoztak egyetlen számítógép nélkül. Ugyanebben az időben H.T. Odum egy általános nyelvet dolgozott ki a rendszerek új fogalmainak egységesítésére, mely ma energia-rendszernyelv-ként ismert.
A múlt (20.) évszázad második felében a számítástechnika robbanásszerű fejlődése azután a rendszerkutatást is felgyorsította és a kibernetika, katasztrófaelmélet, káoszelmélet, sejtautomata, idegrendszer, mesterséges intelligencia és élet is csak néhány a megjelenést mutató sok kutatási területek között.
A magyar származású Pólya György útfüggősége, valamint a vezérléstechnikai hátterű Forrester rendszerdinamikája szolgáltatja azokat az alapokat, melyek matematikailag írják le a rendszerek fejlődését, időbeli változását – egyszóval dinamizmusát, valamint a kauzalitás (okozatiság és finalitás (véglegesség) kapcsolatát.

### Mai értelem: Gyenge és erős megjelenés
David Chalmers szerint a rendszer legalapvetőbb részeinek szintjén való kölcsönhatásokból eredő új tulajdonságok ún. gyenge megjelenést írnak le. Az ilyenfajta megjelenést nyelvészeti alkotmánynak, a rendszer viselkedése leírásához szükséges modellnek tekinthető. A megjelenéstudomány legtöbb kutatási tevékenysége ezen a területen folyik
Ugyanakkor, ha a rendszer tulajdonságai nem vezethetők vissza az azt összetevő részekre, mert azok nem az alapvető részek, hanem a részegységek egymással való kölcsönhatásaiból erednek, akkor ún. erős megjelenésről beszélünk. Az ilyen rendszerekben – az 1920-as évek "brit emergentistái" szerint – lehetetlen a megjelenő tulajdonság okát azonosítani, azok a rendszer összetevőire nem redukálhatók ahogy azt Laughlin is kimutatta 2005-ben. Erre aztán igazából mondhatjuk hogy „az egész nagyobb a részei összegénél”. Az erős megjelenés főbb kutatási területei az egészségtanban a kórokozók, a filozófiában a természet eredete, az emberi tudás határai, és a ’levés’, a lét kérdései.
Az erős megjelenést mutató jelenségek jelentősége abban áll, hogy a természetről alkotott fogalmainkat esetleg ki kell bővíteni ezek befogadására. Ugyanis, ha egy ilyen jelenség létezése valóban nem következtethető az anyagi részecskék pontos eloszlásából, azaz a jelenség nem magyarázható a fizika jelenleg ismert alaptörvényeivel, akkor azokat a törvényeket át kell gondolnunk, s esetleg új törvényeket kell találnunk e jelenségek magyarázására. Más szóval, az erős megjelenés létezése a determinisztikus fizikalista világnézetünket alapvetően elégtelennek nyilváníthatja. Jelenleg az erős megjelenés legjobb példája a tudat.
Yaneer Bar-Yam úgy találja, hogy a megjelenés mint olyan, a megjelenő rendszerek 1) létrejöttének folyamata, 2) kollektív viselkedése, vagy 3) funkciója.

### Kollektív viselkedés
Szerinte a megjelenés kifejezés a kollektív tulajdonságoknak a részek tulajdonságaiból való felemelkedéséről alkotott értelem. Általánosabban, arra utal, hogy egy rendszer nagyobb léptékű viselkedése miképpen alakul ki a kisebb, finomabb léptékű részleges szerkezetből, magatartásból és viszonyokból. Végső soron pedig a makroszkopikus és a mikroszkopikus viselkedés kapcsolatát írja le.
E szemlélet szerint a megjelenésről való gondolkodás során nézőpontunk változik: a fákat és az erdőt egyszerre látjuk. Ha a fákat nézzük, akkor részleteket látunk, ha az erdőt nézzük, akkor a részleteket figyelmen kívül hagyjuk.
Hagyományosan a megfigyelő vagy a fákra, vagy az erdőre koncentrál. Míg a fákat figyelőnek a részletek fontosak, s figyelmen kívül hagyja azokat a mintázatokat, amik az erdőt megkülönböztetik a fáktól, addig az erdészt esetleg kevésbé érdeklik azok a részletek. Ha valaki képes a fák és az erdők megfigyelése között oda-vissza váltogatni, akkor felismerheti a fák azon tulajdonságait, melyek az erdő szempontjából fontosak. Általánosságban e viszony értelmezése jelenti a megjelenés kutatását.

### Funkció
A megjelenés tehát egyrészt az, amit a rendszer összetevői együtt csinálnak, de egyenként nem, másrészt pedig példák alapján megjelenésnek nevezhetjük azt is amit a rendszer a környezetével való viszonyában tesz, míg önmagában képtelen lenne.
E szemlélet szerint a megjelenés kifejezés azokra a tulajdonságokra utal, melyek tulajdonképpen a rendszer és környezetének viszonyát írják le. Gondoljunk például egy tranzisztorra: Egy 19. századi tudós mindent elmondhatna kémiai összetételéről, pontos szerkezetéről, mégsem lehetne fogalma egy elektronikus áramkörben betöltött szerepéről.
Másik példa lehet a kulcs. A kulcsnak egy meghatározott szerkezete van, de e szerkezet pontos leírása egyáltalán nem utalna arra, hogy az egy ajtót ki tudna nyitni. Ismernünk kell a kulcs és a zár szerkezetét egyszerre és még akkor is kapcsolatot kell teremtenünk a kettő között. Ugyanakkor pedig, ha a kulcs funkcióját már felismerjük, akkor mind a kulcs-, mind a zár szerkezetének ismerete érdektelenné válik: a kulcsot egyszerűen behelyezzük a zárba és elfordítjuk hogy azt kinyissuk, vagy bezárjuk.
A vallásos hitek nagy részében megfigyelhető ez a szétválás. A megjelenő funkció részegységei szerkezetének feledésbe merülése egy korábbi ismeretet ellenőrizhetetlenné süllyeszt és a kívülállóknak – akik esetleg vagy a kulcsot, vagy a zárat (esetleg egyiket sem) ismerve – a gyakorlat (mint a zár kinyitása) alapnélküli babonának tűnhet.

### Viselkedés és funkció
Az összetett rendszerek fogalmairól való gondolkodásunk során gyakran botlunk abba problémába, hogy egy rendszer megfigyelt tulajdonságai ténylegesen nem a rendszeré, hanem annak környezetével való viszonyáé. E zavar oka az, hogy a rendszer leírásánál sokkal egyszerűbb arról beszélni hogy az mit csinál: A rendszer és viszonyai gyakran hallgatólagosan összeolvadnak gondolatainkban és leírásunkban, s ezzel mibenlétük lényegének megértése nehezebbé válik.
E két szemlélet kapcsolata abban rejlik, hogy a rendszer és a környezetét képező részek együttesét egy nagyobb rendszernek tekinthetjük. E nagyobb rendszer viselkedési formái tehát az eredeti rendszer és környezetének egymáshoz való viszonyulásait tükrözik. Ezek alapján megállapítható, hogy a megjelenés egyaránt lehet a rendszer részei közötti viszonyok, de a rendszer és környezete viszonyainak összessége is. Mikor a rendszert felépítő részek egymáshoz kapcsolódnak, akkor hálózatról beszélünk, s ha azok egy nagyobb rendszer részeihez kapcsolódnak, akkor ökológiai rendszerről beszélünk.

### Megjelenés vs. redukció
A rendszer megjelenő tulajdonsága tehát a rendszer egyik tagjának sem tulajdonsága, azt csupán a rendszer mint egész bírja. Nikolaj Hartmann ezt categorial novumnak (új kategóriának) nevezte. A megjelenés gondolata gyakran a redukciós nézet ellentéteként van beállítva. A Descartes által forradalmasított redukciós nézet a részeket egymástól elszigetelten magányukban vizsgálja, s emiatt gyakran „összetett-rendszer-ellenes”-nek tekintik. Ugyanakkor nem szabad elfelejtkeznünk arról az egyszerű tényről, hogy a rendszer fogalma maga is egyfajta redukció ami az összetett rendszerek tanulmányozásához elengedhetetlen.
Azt mondhatnánk, hogy a megjelenés tulajdonképpen egyfajta gyűjtőfogalomnak tekinthető, ami az adott összetett rendszer újonnan felismert tulajdonságait és viselkedési formáit összegezi egy kezelhető egységbe, s ezzel egy korábban nem létező valamit teremt a saját nevével és identitásával.

### Szintek vs. mérték és felbontás
Checkland szerint a rendszerek hierarchia-szintjeit összetettségük rangsorolja, de Alex Ryan úgy találja, hogy ez a leírás nem magára a rendszerre vonatkozik, hanem annak (egyik) megjelenő tulajdonságára, név szerint, hierarchiájára, mert a rendszer szervezettségének magasabb szintjein az összetettség nem szükségszerűen nagyobb.  Az összetett rendszerek leírásához a szintek helyett inkább a rendszerhatárok (a megfigyelési kör), a felbontás (részletesség) és a rendszerállapot hármas meghatározását ajánlja.

## Megjelenés a politikai filozófiában
Friedrich August von Hayek, az osztrák iskolához tartozó közgazdász és filozófus a jog, politika és piac környezetében írt a megjelenésről. Gondolkodását talán a ’Jog, törvénykezés és szabadság’ című könyve foglalja legjobban össze, mely a kozmosznak nevezett ’termesztett rendszer’ (azaz a megjelenés) és a ’csinált rendszer’ különbségeit vizsgálja. Ateista lévén, nem esik nehezére elutasítani az olyan gondolatrendszereket melyek szerinte elégtelenül ismerik el a társadalom megjelenő természetét, melyek azt egy következetes ügynök tudatos teremtményeként írja le. Ilyen ügynök lehet egy valamilyen ügyesen manipuláló szervezet, megszemélyesített testület -mint például a Hegel által leírt állam, vagy Hobbes tengeri fenevada, esetleg valamilyen szuverén hatalom vagy éppen Isten. Hayek szerint minden fontos társadalmi felépítmény megjelenő jelenség, beleértve az egyének közötti viszonyokat szabályzó törvényeket is. Míg egy közgazdász számára természetesnek tűnhet a törvényeket és a piacot megjelenő jelenségnek tekinteni (ahogy azt a David Hume és Adam Smith írásaiból is kitűnik), addig Hayek a nyugati civilizáció önszervező rendszereken alapuló gondolatait egészen a Szókratész előtti időkig vezeti vissza. Hayek egyetért Karl Popper-rel aki A nyitott társadalom és ellenségei című művében Platónt okolta az állam, mint ’tákolt rend’ fogalmának kialakulásáért.